# Haifa Underdogs 2019-2020
Questa voce raccoglie le informazioni riguardanti gli Haifa Underdogs nelle competizioni ufficiali della stagione 2019-2020.

## Israel Football League 2019-2020

### Pre-season
| Ramat HaSharon 15 novembre 2019, ore 10:00 | Ramat HaSharon Hammers | 34 – 0 (14-0 6-0 8-0 6-0) referto | Haifa Underdogs | (35 spett.)\| Arbitro: \| Lavie-Ephrat \| |
| Arbitro:                                   | Lavie-Ephrat           |                                   |                 |                                           |

### Stagione regolare
| 28 novembre 2019, ore 20:00 | Jerusalem Lions | 31 – 15 (25-7 6-0 0-0 0-8) | Haifa Underdogs | (27 spett.) |

| 6 dicembre 2019, ore 10:00 | Haifa Underdogs | 42 – 6 (0-0 12-6 23-0 7-0) | Judean Rebels | (17 spett.) |

| 20 dicembre 2019, ore 9:30 | Mazkeret Batya Silverbacks | 0 – 21 (0-7 0-7 0-0 0-7) | Haifa Underdogs | (17 spett.) |

| 3 gennaio 2020, ore 10:00 | Ramat HaSharon Hammers | 18 – 8 (0-0 6-0 0-0 12-8) | Haifa Underdogs | (20 spett.) |

| 10 gennaio 2020, ore 10:00 | Haifa Underdogs | 23 – 20 (7-8 7-6 6-0 3-6) | Tel Aviv Pioneers | (11 spett.) |

| 31 gennaio 2020, ore 10:00 | Haifa Underdogs | 41 – 0 | Mazkeret Batya Silverbacks |  |

| 8 febbraio 2020, ore 21:15 | Tel Aviv Pioneers | 12 – 9 | Haifa Underdogs |  |

| 21 febbraio 2020, ore 10:00 | Haifa Underdogs | 12 – 34 | Beersheva Black Swarm |  |

| 29 febbraio 2020, ore 21:15 | Judean Rebels | 22 – 12 | Haifa Underdogs |  |

| 6 marzo 2020, ore 10:00 | Haifa Underdogs | 9 – 30 | Jerusalem Lions |  |

### Statistiche di squadra
| Competizione | %Vittorie | In casa | In casa | In casa | In casa | In casa | In casa | In trasferta | In trasferta | In trasferta | In trasferta | In trasferta | In trasferta | Totale | Totale | Totale | Totale | Totale | Totale |
| Competizione | %Vittorie | G       | V       | N       | P       | Pf      | Ps      | G            | V            | N            | P            | Pf           | Ps           | G      | V      | N      | P      | Pf     | Ps     |
| ------------ | --------- | ------- | ------- | ------- | ------- | ------- | ------- | ------------ | ------------ | ------------ | ------------ | ------------ | ------------ | ------ | ------ | ------ | ------ | ------ | ------ |
| Preseason    | .000      | 0       | 0       | 0       | 0       | 0       | 0       | 1            | 0            | 0            | 1            | 0            | 34           | 1      | 0      | 0      | 1      | 0      | 34     |
| Campionato   | .400      | 5       | 3       | 0       | 2       | 127     | 90      | 5            | 1            | 0            | 4            | 65           | 83           | 10     | 4      | 0      | 6      | 192    | 173    |
| Totale       | .364      | 5       | 3       | 0       | 2       | 127     | 90      | 6            | 1            | 0            | 5            | 65           | 117          | 11     | 4      | 0      | 7      | 192    | 207    |